# اتحاد آخاين
كان اتحادًا بين المدن اليونانية في منطقة شمال ووسط البيلوبونيز خلال فترة العصر الهلنستي. سمي الاتحاد باسم منطقة آخايا الواقعة شمال غرب بيلوبونيز، والتي شكلت نواته الأساسية. شُكِّل أول اتحاد في القرن الخامس قبل الميلاد، وشُكِّل اتحاد ثان عام 280 قبل الميلاد. لعب الاتحاد، باعتباره منافسًا للسلالة الأنتيغونية وحليفًا لروما، دورًا محوريًا في توسع الإمبراطورية الرومانية نحو اليونان، ما أدى في نهاية المطاف إلى احتلال الرومان لمناطق الاتحاد وحله عام 146 قبل الميلاد.
مثل هذا الاتحاد تاريخيًا أنجح محاولة قامت بها المدن اليونانية لتطوير نظام فدرالي فيما بينها، رافقته رغبة في العمل الجماعي والاستقلال المحلي في الوقت نفسه. استنادًا إلى كتابات المؤرخ اليوناني بوليبيوس، فقد أثر هذا الاتحاد على دستور الولايات المتحدة والولايات الفدرالية الحديثة الأخرى.

## تاريخ

### الاتحاد التقليدي
شكل اتحاد آخاين الأول في القرن الخامس في شمال غرب البيلوبونيز. بعد تدمر العاصمة القديمة هيلايك بشكل كارثي جراء وقوع زلزال وتسونامي عام 373 قبل الميلاد، يبدو أن الاتحاد كان قد التغى في وقت ما من القرن الرابع.

### الاتحاد خلال العصر الهلنستي
أعادت الشعوب المحلية في دايمي وباتراس وفاراي وتريتايا تشكيل الاتحاد في عام 281/0 قبل الميلاد، وانضم إليها عام 275 شعوب أجيوم، التي كانت تسيطر على مزار زيوس هوماريوس المهم. وسرعان ما نما الاتحاد ليشمل منطقة آخاين كاملةً، وبلغ عدد أعضائه بعد عقد عشرة أو أحد عشر عضوًا.
وكانت اللحظة الفاصلة التي تحولت فيه الاتحاد إلى قوة كبرى عام 251، عندما أطاح أراطوس، نجل حاكم سابق منفي في سيكيون، بالاستبداد والطغيان في مدينته وأدخلها إلى الاتحاد. وحيث أن سكان سيكيون كانوا من أصول دوريانية وإيونية، فقد فتح دخولهم للاتحاد المجال أمام انضمام شعوب محلية أخرى. وسرعان ما أصبح أراطوس، الذي لم يتجاوز عمره عشرين عامًا آنذاك، سياسيًا رائدًا في الاتحاد. خلال الفترة بين عامي 245 ووفاته عام 213، شغل أراطوس منصب الأمين العام ست عشرة مرة.
في ذلك الوقت، سيطرت مملكة مقدونيا بقيادة أنتيغونوس الثاني غوناتاس، الذي أوجد مواقع عسكرية عند نقاط إستراتيجية رئيسية مثل خالكيذا وبيرايوس وأكرونث، على مناطق في وسط اليونان والبيلوبونيز. كما عين أنتيغونوس في مدن أخرى في البيلوبونيز، وهي: آرغوس، والمدينة الضخمة حكامًا أصدقاء له اعتبرهم الآخاينيون طغاة. دعا أراطوس، الذي فقد والده على يد أولئك الطغاة، إلى تحرير هذه المدن وتأمين الدعم المالي للاتحاد من عدو أنتيغونوس بطليموس الثاني من مصر. ثم استغل المال للاستيلاء على المناطق التي تسيطر عليها مملكة مقدونية في البيلوبونيز.
جاء نجاح أراطوس الكبير حين استولى على كورينث وحصن أكروكورنث عام 243 قبل الميلاد خلال غارة ليلة مفاجئة. أدى ذلك فعليًا إلى منع المقدونيين من الوصول إلى بيلوبونيز برًا، ما أدى إلى عزل حلفائهم في المدينة الضخمة وأرغوس. في ضوء هذا النجاح، انضم إلى الاتحاد شعوب إبيداوروس وميغارا اليونانيتين، كما زاد بطليموس الثالث من دعم مصر للآخاينيين، الذين انتخبوه قائدًا للاتحاد في المقابل. أخيرًا، وقع أنتيغونوس الثاني غوناتاس معاهد سلام مع اتحاد آخاين عام 240 قبل الميلاد، مخليًا الأراضي التي خسرها في اليونان.